# Australimyza salicorniae
Australimyza salicorniae är en tvåvingeart som beskrevs av Harrison 1959. Australimyza salicorniae ingår i släktet Australimyza och familjen Australimyzidae. Inga underarter finns listade i Catalogue of Life.